# Мукомелов Володимир Ілліч
Володимир Ілліч Мукомелов (7 грудня 1951, Київ, Українська СРР, СРСР - ? червня 2017, Україна) — український радянський футболіст, півзахисник.

## Спортивна кар'єра
У вісімнадцять років почав грати у дублі київського «Динамо». За основний склад дебютував 25 листопада 1969 року проти тбіліських «одноклубників». Володимир Мукомелов, у другому таймі замінив Бориса Білоуса, а гра завершилася невдачею підлеглих Віктора Маслова з рахунком 0:2.
Вдруге вийшов в основі, через два з половиною роки, вже при Олександрі Севідові. на другу половину гри вийшов замість Федора Медвідя. Цього разу кияни зазнали мінімальної поразки від московського «Динамо» (0:1, відзначився Гершкович).
Протягом восьми сезонів захищав кольори українськиї клубів першої ліги з Івано-Франківська («Спартак») і Нікополя («Колос»). У цьому турнірі провів 248 матчів, забив 20 голів. У складі команди з Дніпропетровщини став бронзовим медалістом чемпіонату 1982 року. Також виступав за команди другої ліги «Фрунзенець» (Суми) і СКА (Київ). У складі армійського колективу здобув перемогу в чемпіонаті Української РСР.

## Досягнення
- Третій призер першої ліги (1): 1982
- Чемпіон УРСР (1): 1983